# Campeonato de Nueva Zelanda de Ciclismo Contrarreloj
Los Campeonatos de Nueva Zelanda de Ciclismo Contrarreloj se organizan anual e ininterrumpidamente desde el año 2000 para determinar el campeón ciclista de Nueva Zelanda de cada año, en la modalidad. 
El título se otorga al vencedor de una única carrera, en la modalidad de Contrarreloj individual. El vencedor obtiene el derecho a portar un maillot con los colores de la bandera de Nueva Zelanda hasta el campeonato del año siguiente, solamente cuando disputa pruebas contrarreloj.

## Palmarés

### Competiciones masculinas
| Año  | Ganador               | Segundo          | Tercero            |
| ---- | --------------------- | ---------------- | ------------------ |
| 1995 | Brian Fowler          | Matthew Brick    | Ewan McMaster      |
| 1996 | Greg Henderson        | Brian Fowler     | Jared Caldwell     |
| 1997 | Chris Nicholson       | Gordon McCauley  | Leon Hallet        |
| 1998 | David Lee             | John Hume        | Robin Reid         |
| 1999 | David Lee             | Chris Nicholson  | David Comeford     |
| 2000 | Lee Maxwell Vertongen | Greg Henderson   | Gary John Anderson |
| 2001 | Brendon Cameron       | Scott Guyton     | Bryce Shapley      |
| 2002 | Gordon McCauley       | Glen Mitchell    | Hayden Godfrey     |
| 2003 | Gordon McCauley       | Heath Blackgrove | Glen Mitchell      |
| 2004 | Heath Blackgrove      | Robin Reid       | Jason Allen        |
| 2005 | Robin Reid            | Gordon McCauley  | Jeremy Vennell     |
| 2006 | Marc Ryan             | Robin Reid       | Hayden Godfrey     |
| 2007 | Glen Chadwick         | Gordon McCauley  | Aaron Strong       |
| 2008 | Logan Hutchings       | Paul Odlin       | Gordon McCauley    |
| 2009 | Jeremy Vennell        | Robin Reid       | Chris Nicholson    |
| 2010 | Gordon McCauley       | Jeremy Vennell   | Marc Ryan          |
| 2011 | Westley Gough         | Jesse Sergent    | Greg Henderson     |
| 2012 | Paul Odlin            | Sam Horgan       | Jesse Sergent      |
| 2013 | Joseph Cooper         | Paul Odlin       | Westley Gough      |
| 2014 | Taylor Gunman         | Sam Horgan       | Jason Christie     |
| 2015 | Michael Vink          | Joseph Cooper    | Patrick Bevin      |
| 2016 | Patrick Bevin         | Thomas Scully    | Joseph Cooper      |
| 2017 | Jack Bauer            | Jason Christie   | Hamish Bond        |
| 2018 | Hamish Bond           | Michael Vink     | Jason Christie     |
| 2019 | Patrick Bevin         | Hamish Bond      | Hayden McCormick   |
| 2020 | Hamish Bond           | George Bennett   | Dylan Kennett      |
| 2021 | Aaron Gate            | George Bennett   | Michael Vink       |
| 2022 | Regan Gough           | Michael Vink     | Thomas Sexton      |
| 2023 | Aaron Gate            | George Bennett   | James Oram         |
| 2024 | Logan Currie          | Aaron Gate       | Laurence Pithie    |
| 2025 | Finn Fisher-Black     | Aaron Gate       | Thomas Sexton      |

### Competiciones femeninas
| Año  | Ganadora           | Segunda           | Tercera                   |
| ---- | ------------------ | ----------------- | ------------------------- |
| 1995 | Jacqueline Nelson  |                   |                           |
| 1996 | Kathy Lynch        |                   |                           |
| 1997 | Charlotte Cox      |                   |                           |
| 1998 | Kirsty Nicole Robb | Annalisa Farrell  | Vanessa Rochelle Cheatley |
| 1999 | Annalisa Farrell   |                   |                           |
| 2000 | Kirsty Nicole Robb | Annalisa Farrell  | Benita Douglas            |
| 2001 | Melissa Holt       | Annalisa Farrell  | Tamara Boyd               |
| 2002 | Melissa Holt       |                   |                           |
| 2003 | Dale Tye           |                   |                           |
| 2004 | Dale Tye           |                   |                           |
| 2005 | Sarah Ulmer        | Melissa Holt      |                           |
| 2006 | Alison Shanks      | Josie Giddens     | Yvette Hill-Willis        |
| 2007 | Alison Shanks      | Annelies Basten   | Dale Tye                  |
| 2008 | Melissa Holt       | Rachel Mercer     | Alison Shanks             |
| 2009 | Melissa Holt       | Sonia Waddell     | Dale Tye                  |
| 2010 | Melissa Holt       | Alison Shanks     | Linda Villumsen           |
| 2011 | Sonia Waddell      | Jaime Nielsen     | Alison Shanks             |
| 2012 | Lauren Ellis       | Jaime Nielsen     | Alison Shanks             |
| 2013 | Linda Villumsen    | Jaime Nielsen     | Georgia Williams          |
| 2014 | Jaime Nielsen      | Linda Villumsen   | Reta Trotman              |
| 2015 | Jaime Nielsen      | Linda Villumsen   | Lauren Ellis              |
| 2016 | Rushlee Buchanan   | Jaime Nielsen     | Sharlotte Lucas           |
| 2017 | Jaime Nielsen      | Georgia Williams  | Rushlee Buchanan          |
| 2018 | Georgia Williams   | Rushlee Buchanan  | Bronwyn MacGregor         |
| 2019 | Georgia Williams   | Rushlee Buchanan  | Holly Edmondston          |
| 2020 | Teresa Adam        | Georgia Perry     | Bronwyn MacGregor         |
| 2021 | Georgia Williams   | Jaime Nielsen     | Bronwyn MacGregor         |
| 2022 | Georgia Williams   | Bronwyn MacGregor | Holly Edmondston          |
| 2023 | Georgia Williams   | Georgia Perry     | Sharlotte Lucas           |
| 2024 | Kim Cadzow         | Mikayla Harvey    | Kate McCarthy             |
| 2025 | Kim Cadzow         | Ella Wyllie       | Henrietta Christie        |

## Estadísticas

### Más victorias
| Ciclista        | Victorias | Años              |
| --------------- | --------- | ----------------- |
| Gordon McCauley | 3         | 2002, 2003 y 2010 |
| David Lee       | 2         | 1998 y 1999       |
| Patrick Bevin   | 2         | 2016 y 2019       |
| Hamish Bond     | 2         | 2018 y 2020       |
| Aaron Gate      | 2         | 2021 y 2023       |

| Ciclista           | Victorias | Años                          |
| ------------------ | --------- | ----------------------------- |
| Melissa Holt       | 5         | 2001, 2002, 2008, 2009 y 2010 |
| Georgia Williams   | 5         | 2018, 2019, 2021, 2022 y 2023 |
| Jaime Nielsen      | 3         | 2014, 2015 y 2017             |
| Kirsty Nicole Robb | 2         | 1998 y 2000                   |
| Dale Tye           | 2         | 2003 y 2004                   |
| Alison Shanks      | 2         | 2006 y 2007                   |
| Kim Cadzow         | 2         | 2024 y 2025                   |